# Săvinești
Săvinești es una comuna ubicada en el distrito de Neamț, Rumania.

## Superficie
Posee una superficie de 20,14 kilómetros cuadrados.

## Demografía
Hasta 2021 la población era de 5438 habitantes, con una densidad de población de 270,0 habitantes por kilómetro cuadrado.